# Petit Le Mans
Petit Le Mans ( francês para Pequena Le Mans ) é uma corrida de resistência de carros desportivos realizada anualmente em Road Atlanta, em Braselton, Geórgia, Estados Unidos. A corrida é realizada com duração de 10 horas desde 2014, tendo sido realizada anteriormente com 1 000 milhas (1 600 km) ou 10 horas, (o que ocorresse primeiro).  Além da classificação geral, as equipas competem por vitórias à classe em diferentes categorias, divididas em protótipos e grand tourers .
A corrida foi fundada pelo proprietário da Road Atlanta, Don Panoz, para levar os regulamentos e o espírito das 24 Horas de Le Mans para a América do Norte. O sucesso do evento inaugural em 1998, realizado como parte da temporada da IMSA com um formato especial único, levou à criação da American Le Mans Series em 1999 com uma fórmula semelhante. Petit Le Mans foi um evento emblemático da ALMS, que se tornou a mais importante série de corridas de sport-protótipos durante os anos 2000. As edições de 2010 e 2011 também fizeram parte da Intercontinental Le Mans Cup, precursora do Campeonato Mundial de Endurance . Desde 2014, a corrida tem sido um dos eventos mais importantes do Campeonato IMSA SportsCar . Os vencedores da categoria do evento receberam originalmente um convite automático para as 24 Horas de Le Mans do ano seguinte, mas isso foi removido em 2012.
A corrida é considerada uma das mais importantes corridas de resistência do mundo e é um dos maiores eventos desse tipo na América do Norte, junto com as 24 Horas de Daytona e as 12 Horas de Sebring .      Rinaldo Capello detém o recorde de mais vitórias em corridas, tendo vencido em 2000, 2002, 2006, 2007 e 2008 .

## História
Após o fim do Campeonato Mundial de Carros Sport em 1992, as corridas de carros sport-protótipos ficaram sem uma grande série mundial para competir. As 24 Horas de Le Mans permaneceram como um evento remanescente, ainda disputado por um grande número de carros desportivos, mas principalmente uma única corrida. Várias ligas de carros desportivos surgiram desde o fim do WSC, sem grande sucesso, incluindo a substituição da série GTP da International Motor Sports Association (IMSA), a série Professional SportsCar Racing. Na Europa, duas séries também foram desenvolvidas, o Campeonato FIA de Carros Esportivos e o Campeonato FIA GT, embora não tenham sido combinadas como as séries da IMSA.
Don Panoz, proprietário do autódromo Road Atlanta, colaborou com os organizadores das 24 Horas de Le Mans, o Automobile Club de l'Ouest (ACO), para criar uma nova corrida de resistência de carros desportivos na pista em 1998, chamada Petit Le Mans (francês para pequena Le Mans ). O evento adotaria as regras do ACO e além de concordar em emprestar o nome Le Mans para Panoz, o ACO ofereceu aos vencedores da classe convites automáticos para as 24 Horas de Le Mans do ano seguinte. A corrida seria semelhante às 12 Horas de Sebring, pois não duraria 24 horas como Le Mans. Em vez disso, a corrida seria de 10 horas ou 1 000 milhas (1 600 km), o que ocorresse primeiro. A IMSA concordou em deixar que a corrida fosse o final de temporada da sua série com um formato especial único, com participantes de Le Mans. No entanto, a IMSA e Le Mans usaram fórmulas ligeiramente diferentes para seus participantes, forçando os organizadores a criar sete classes diferentes: LMP1, LMGT1 e LMGT2 para os carros em conformidade com o ACO, e WSC, GT1, GT2 e GT3 para os participantes da IMSA. Embora ambos os organizadores tenham usado os nomes GT1 e GT2, as classes não eram realmente as mesmas, razão pela qual as classes ACO são precedidas por LM.
Se Petit Le Mans fosse bem-sucedido, a ACO estudaria o desenvolvimento de uma série com a mesma fórmula. O evento inaugural em 1998 atraiu 31 inscrições, incluindo a equipa de fábrica da Porsche vencedora das 24 Horas de Le Mans daquele ano. Um número satisfatório de espectadores compareceu ao evento, enquanto as primeiras posições na corrida foram disputadas entre os carros de fábrica Porsche 911 GT1-98 e LMP1-98, bem como vários Ferrari 333 SPs e Panoz Esperante GTR-1s. Antes do término da corrida, foi feito um acordo para que a Panoz estabelecesse a American Le Mans Series em 1999 com o apoio da ACO, substituindo o IMSA GT Championship .    
As corridas de 2009 e 2015 foram encurtadas devido às fortes chuvas que deixaram a pista intransitável. A corrida de 2015 marcou a primeira vez que um carro GT venceu na classificação geral os protótipos, mais rápidos. A chuva deixou a pista inundada durante toda a corrida, causando vários períodos de bandeira amarela e uma bandeira vermelha, permitindo que os carros GTLM ultrapassassem os protótipos que lutavam por conseguir aderência.  Nick Tandy, vencedor das 24 Horas de Le Mans de 2015 recebeu a bandeira de xadrez quando os oficiais encerraram a corrida faltando pouco mais de duas horas para o fim.

## Vencedores
| Ano  | Pilotos                                             | Equipa                               | Chassis-Motor               | Campeonato(s)                                        |
| ---- | --------------------------------------------------- | ------------------------------------ | --------------------------- | ---------------------------------------------------- |
| 1998 | Eric van de Poele Wayne Taylor Emmanuel Collard     | Doyle-Risi Racing                    | Ferrari 333 SP              | Professional SportsCar Racing Championship           |
| 1999 | David Brabham Éric Bernard Andy Wallace             | Panoz Motor Sports                   | Panoz LMP-1 Roadster-S-Ford | American Le Mans Series                              |
| 2000 | Allan McNish Rinaldo Capello Michele Alboreto       | Audi Sport North America             | Audi R8                     | American Le Mans Series                              |
| 2001 | Frank Biela Emanuele Pirro                          | Audi Sport North America             | Audi R8                     | American Le Mans Series European Le Mans Series      |
| 2002 | Tom Kristensen Rinaldo Capello                      | Audi Sport North America             | Audi R8                     | American Le Mans Series                              |
| 2003 | JJ Lehto Johnny Herbert                             | ADT Champion Racing                  | Audi R8                     | American Le Mans Series                              |
| 2004 | Marco Werner JJ Lehto                               | ADT Champion Racing                  | Audi R8                     | American Le Mans Series                              |
| 2005 | Frank Biela Emanuele Pirro                          | ADT Champion Racing                  | Audi R8                     | American Le Mans Series                              |
| 2006 | Rinaldo Capello Allan McNish                        | Audi Sport North America             | Audi R10 TDI                | American Le Mans Series                              |
| 2007 | Allan McNish Rinaldo Capello                        | Audi Sport North America             | Audi R10 TDI                | American Le Mans Series                              |
| 2008 | Allan McNish Rinaldo Capello Emanuele Pirro         | Audi Sport North America             | Audi R10 TDI                | American Le Mans Series                              |
| 2009 | Franck Montagny Stéphane Sarrazin                   | Team Peugeot Total                   | Peugeot 908 HDi FAP         | American Le Mans Series                              |
| 2010 | Franck Montagny Stéphane Sarrazin Pedro Lamy        | Team Peugeot Total                   | Peugeot 908 HDi FAP         | American Le Mans Series Intercontinental Le Mans Cup |
| 2011 | Franck Montagny Stéphane Sarrazin Alexander Wurz    | Peugeot Sport Total                  | Peugeot 908                 | American Le Mans Series Intercontinental Le Mans Cup |
| 2012 | Neel Jani Nicolas Prost Andrea Belicchi             | Rebellion Racing                     | Lola B12/60-Toyota          | American Le Mans Series European Le Mans Series      |
| 2013 | Neel Jani Nicolas Prost Nick Heidfeld               | Rebellion Racing                     | Lola B12/60-Toyota          | American Le Mans Series                              |
| 2014 | Jordan Taylor Ricky Taylor Max Angelelli            | Wayne Taylor Racing                  | Chevrolet Corvette DP       | United SportsCar Championship                        |
| 2015 | Nick Tandy Patrick Pilet Richard Lietz              | Porsche North America                | Porsche 911 RSR             | United SportsCar Championship                        |
| 2016 | John Pew Oswaldo Negri Jr. Olivier Pla              | Michael Shank Racing                 | Ligier JS P2-Honda          | IMSA SportsCar Championship                          |
| 2017 | Ryan Dalziel Brendon Hartley Scott Sharp            | Tequila Patron ESM                   | Nissan Onroak DPi           | IMSA SportsCar Championship                          |
| 2018 | Ryan Hunter-Reay Jordan Taylor Renger van der Zande | Wayne Taylor Racing                  | Cadillac DPi-V.R            | IMSA SportsCar Championship                          |
| 2019 | Felipe Nasr Pipo Derani Eric Curran                 | Whelen Engineering Racing            | Cadillac DPi-V.R            | IMSA SportsCar Championship                          |
| 2020 | Ryan Briscoe Scott Dixon Renger van der Zande       | Konica Minolta Cadillac              | Cadillac DPi-V.R            | IMSA SportsCar Championship                          |
| 2021 | Jonathan Bomarito Oliver Jarvis Harry Tincknell     | Mazda Motorsports                    | Mazda RT24-P                | IMSA SportsCar Championship                          |
| 2022 | Tom Blomqvist Hélio Castroneves Oliver Jarvis       | Meyer Shank Racing w/ Curb-Agajanian | Acura ARX-05                | IMSA SportsCar Championship                          |
| 2023 | Tom Blomqvist Hélio Castroneves Colin Braun         | Meyer Shank Racing w/ Curb-Agajanian | Acura ARX-06                | IMSA SportsCar Championship                          |
| 2024 | Sébastien Bourdais Scott Dixon Renger van der Zande | Cadillac Racing                      | Cadillac V-Series.R         | IMSA SportsCar Championship                          |

## Estatísticas

### Vitórias múltiplas por piloto
| # | Piloto               | Vitórias | Anos                  |
| - | -------------------- | -------- | --------------------- |
| 1 | Rinaldo Capello      | 5        | 2000, 2002, 2006–2008 |
| 2 | Allan McNish         | 4        | 2000, 2006–2008       |
| 3 | Emanuele Pirro       | 3        | 2001, 2005, 2008      |
| 3 | Franck Montagny      | 3        | 2009–2011             |
| 3 | Stéphane Sarrazin    | 3        | 2009–2011             |
| 3 | Renger van der Zande | 3        | 2018, 2020, 2024      |
| 7 | JJ Lehto             | 2        | 2003–2004             |
| 7 | Frank Biela          | 2        | 2001, 2005            |
| 7 | Neel Jani            | 2        | 2012–2013             |
| 7 | Nicolas Prost        | 2        | 2012–2013             |
| 7 | Jordânia Taylor      | 2        | 2014, 2018            |
| 7 | Oliver Jarvis        | 2        | 2021–2022             |
| 7 | Tom Blomqvist        | 2        | 2022–2023             |
| 7 | Hélio Castroneves    | 2        | 2022–2023             |
| 7 | Scott Dixon          | 2        | 2020, 2024            |

### Vitórias por construtor
| # | Construtor | Vitórias | Anos            |
| - | ---------- | -------- | --------------- |
| 1 | Audi       | 9        | 2000–2008       |
| 2 | Cadillac   | 4        | 2018–2020, 2024 |
| 3 | Peugeot    | 3        | 2009–2011       |
| 4 | Lola       | 2        | 2012–2013       |
| 4 | Acura      | 2        | 2022–2023       |
| 6 | Ferrari    | 1        | 1998            |
| 6 | Panoz      | 1        | 1999            |
| 6 | Chevrolet  | 1        | 2014            |
| 6 | Porsche    | 1        | 2015            |
| 6 | Honda      | 1        | 2016            |
| 6 | Nissan     | 1        | 2017            |
| 6 | Mazda      | 1        | 2021            |

### Vitórias por equipa
| # | Equipa                      | Vitórias | Anos             |
| - | --------------------------- | -------- | ---------------- |
| 1 | Peugeot Sport Total         | 3        | 2009–2011        |
| 1 | Audi Sport América do Norte | 3        | 2000–2002        |
| 1 | Audi Sport América do Norte | 3        | 2006–2008        |
| 1 | ADT Campeão de Corrida      | 3        | 2003–2005        |
| 1 | Wayne Taylor Corrida        | 3        | 2014, 2018, 2020 |
| 1 | Corrida Meyer Shank         | 3        | 2016, 2022–2023  |
| 7 | Rebellion Racing            | 2        | 2012–2013        |